# 尼努尔塔-库杜瑞-乌苏尔二世
尼努尔塔·库杜瑞·乌苏尔二世（约公元前943年前后在位）（英語：Ninurta-kudurri-usur II）巴比伦第八王朝第二位国王。继承尼努尔塔·穆金·阿普利之位。 